# Jacki Clerico
 (mai 2022).
Le contenu est difficilement compréhensible vu les erreurs de traduction, qui sont peut-être dues à l'utilisation d'un logiciel de traduction automatique.
Jacki Clerico (ou Clérico), né le 13 mars 1929 à Paris et mort le 13 janvier 2013 à Neuilly-sur-Seine, était un homme d'affaires français, propriétaire du cabaret Moulin-Rouge à Paris de 1962 jusqu'à sa mort. Il lui est attribué la relance de la popularité du Moulin Rouge durant cinquante années. Dans un article du Figaro il est décrit comme le « patron historique ».

## Biographie
Jacki Clerico est né le 13 mars 1929, à Paris . En 1928, son père Joseph Clerico, un verrier, et son oncle Louis ont quitté la région du Piémont pour s'installer à Paris. Les frères avaient ouvert une boutique parisienne de verre et menuiserie industrielle. Leurs activités s'étendent alors sur toute la France et en Afrique (Afrique du Nord, Sénégal). Pendant la guerre, ils assurent leur développement en participant au maintien et à la reconstruction des villes de France qui ont été dévastées par les bombardements et les combats. Dès 1945, les frères décident de se reconvertir et se lancent dans une nouvelle aventure[réf. nécessaire].
En 1946 Joseph et Louis achètent le cabaret le Lido sur les Champs-Élysées, puis en 1955 le Moulin Rouge. Des travaux sont entrepris pour rénover les cuisines afin d'y développer le concept du dîner-spectacle. Malgré cela, le Moulin Rouge continue à souffrir de difficultés financières au début des années 1960.
En 1962, Jacki Clerico reprend le Moulin Rouge. Il entreprend à son tour de larges travaux scéniques, construit un aquarium pour permettre des ballets aquatiques ou autres attractions, élargit l'auditorium et introduit des toiles de fond professionnelles de théâtre et des décors. Son premier spectacle « Frou-Frou », ouvre à guichets fermés en 1963. À partir de ce moment, Jacki Clerico  produit uniquement des spectacles dont le nom commence par la lettre "F" par superstition. Notamment  Frisson (1965), Fascination (1967), Fantastique (1970), Festival (1973), Follement (1976), Frénésie (1979), Femmes, Femmes, Femmes... (1983), ont suivi cette tradition. La musique de ces spectacles a été composée par Henri Betti[réf. nécessaire].
En 1989, Clerico produit le spectacle "Formidable" pour marquer le 100e anniversaire du Moulin Rouge. Parmi les invités , le Prince Edward, Comte de Wessex.
Le Moulin Rouge a commencé à nouveau à perdre de la popularité  au cours des années 1990. Le dernier spectacle que Jacki produit en 1999, "Féerie", mettant en scène une centaine de danseurs permet de relancer le cabaret à l'aube du nouveau millénaire. Parallèlement, la sortie du film Moulin Rouge! en 2001 avec Nicole Kidman, Ewan McGregor et Jim Broadbent, permet de relancer la popularité du cabaret.
Il a été président du conseil de surveillance du Moulin Rouge, jusqu'à peu de temps avant sa mort. Jacki Clerico est décédé le 13 janvier 2013, à l'âge de 83 ans. L'entreprise est aujourd'hui une référence internationale du spectacle et du music-hall. Son fils, Jean-Jacques Clerico, lui succède à la tête de l'entreprise.

## Distinction
Chevalier de l'ordre national du Mérite